# Собор Святого Архангела Михаїла (Белград)
Собо́р Свято́го Арха́нгела Михаї́ла (серб. Саборна Црква Св. Архангела Михайла) — кафедральний собор Белграду, одна з найважливіших пам'яток міста. Належить Сербській православній церкві, поруч із собором розташовується будівля Сербського Патріархату. У храмі розташований музей Сербської православної церкви.
Входить у список пам'яток культури Сербії виняткового значення.

## Історія
Собор був побудований за наказом сербського князя Мілоша Обреновича. Проект будівлі був створений архітектором Адамом Фрідріхом Кверфельдом, уродженцем Панчево. Церква присвячена Святому Архангелу Михаїлу.
У 1882 році тут відбулося помазання на престол короля Мілана IV Обреновича, а в 1904 році тут був коронований Петро I Карагеоргієвич. Після відновлення в Сербії патріаршества в соборі пройшла інтронізація патріарха Димитрія.
У соборі зберігаються мощі сербського короля Стефана Уроша і святителя Стефана Штільяновича. Тут же поховані деякі першоієрархи Сербської православної церкви (митрополити Михайло і Інокентій, патріархи Гавриїл і Вікентій), а також правителі держави з династії Обреновичів (Мілош і Михайло). Перед головним порталом будівлі знаходяться поховання двох чільних представників сербської культури - Досифея Обрадовича і Вука Караджича.

## Архітектура
Будівля була побудована в стилі пізнього класицизму з елементами бароко. Портал будівлі прикрашений мозаїками із зображеннями Пресвятої Богородиці, Святої Трійці, Архангелів Гавриїла і Михаїла.
Інтер'єр багато прикрашений. Позолочений різьблений іконостас створений скульптором  Димитрієм Петровичем, ікони для іконостасу, престол, хори, а також розпис стін і склепінь були зроблені Димитрієм Аврамовичем, одним з найвідоміших сербських художників XIX століття.

## Галерея

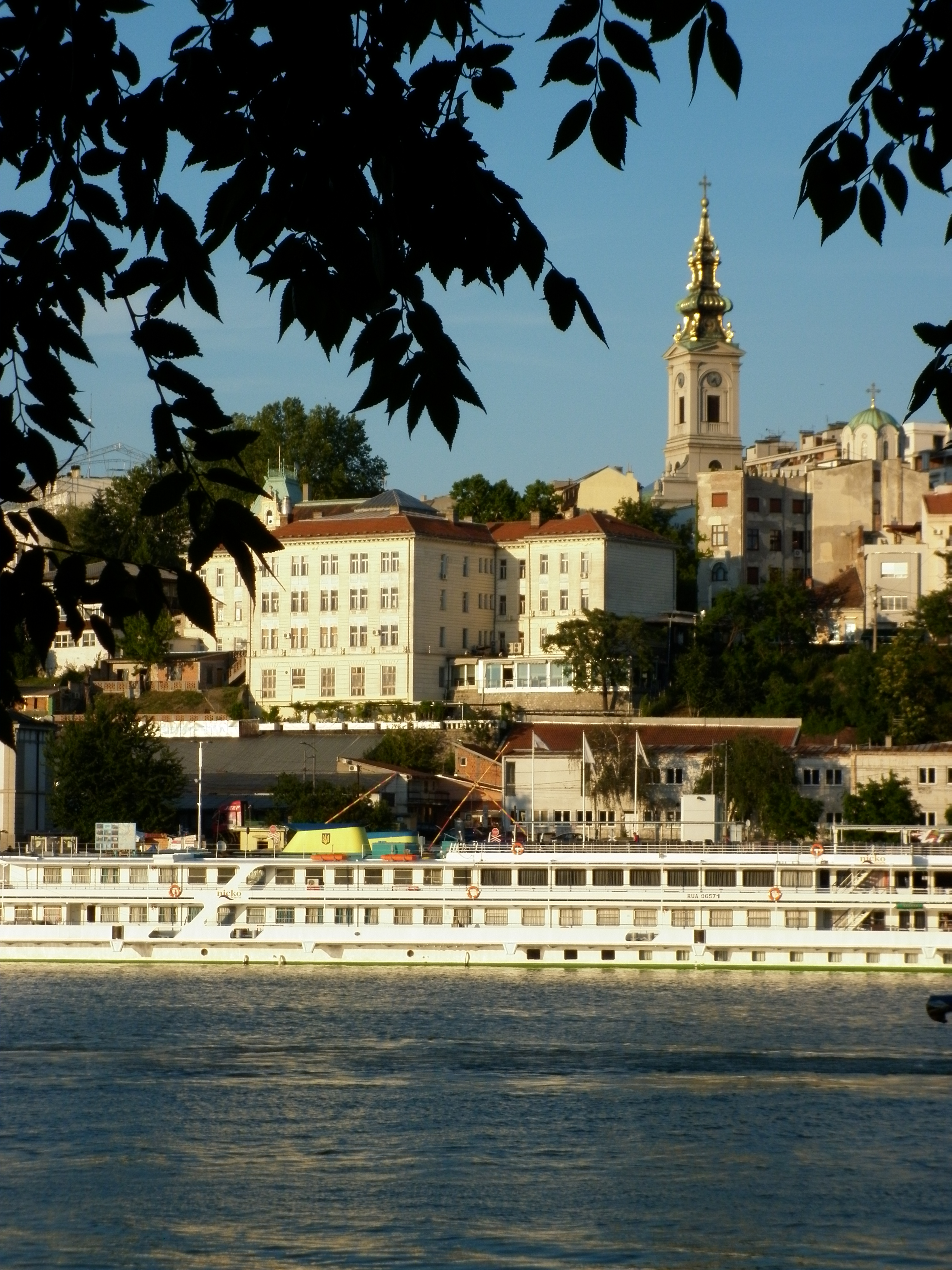
Соборна церква
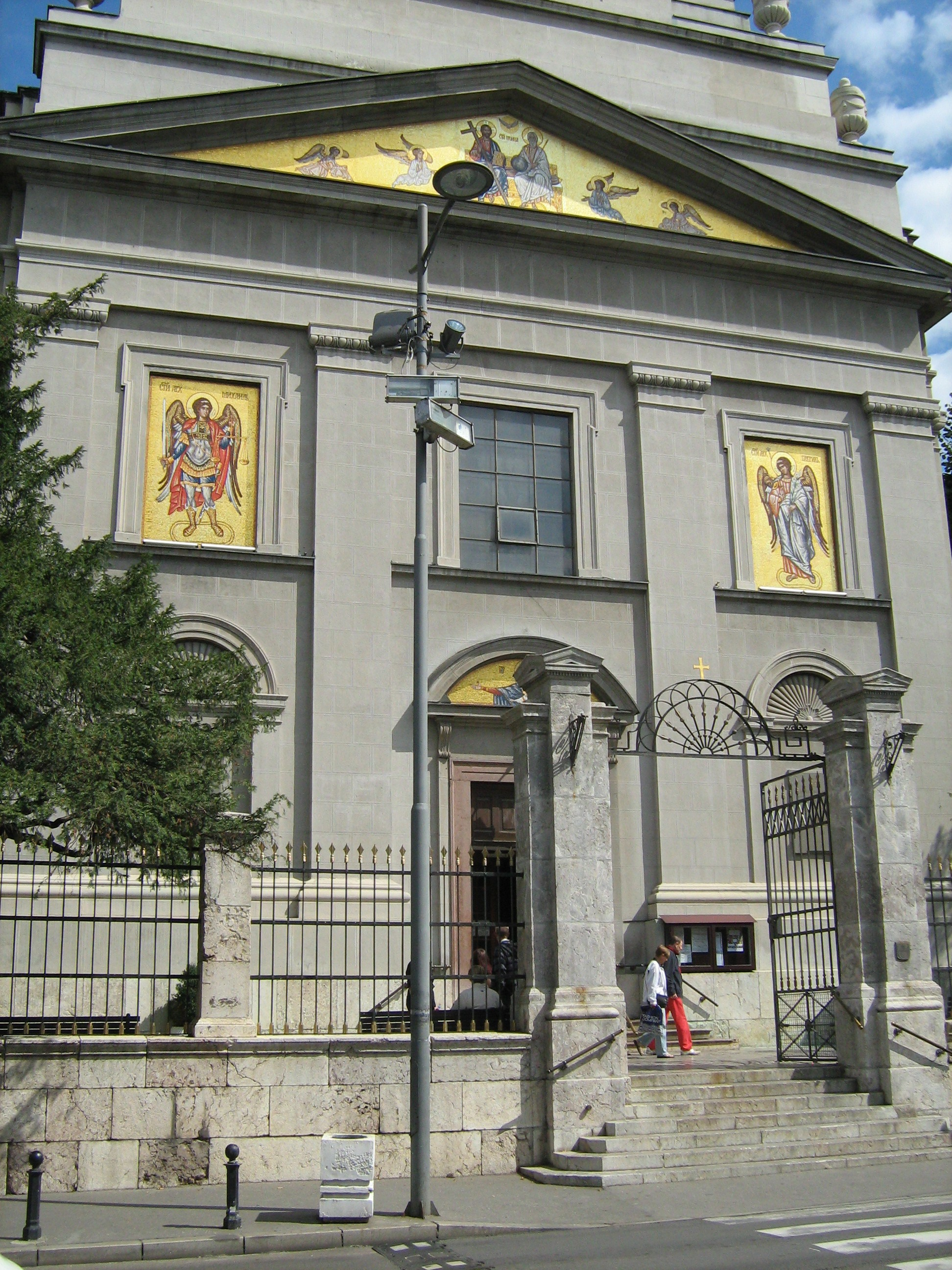
Соборна церква
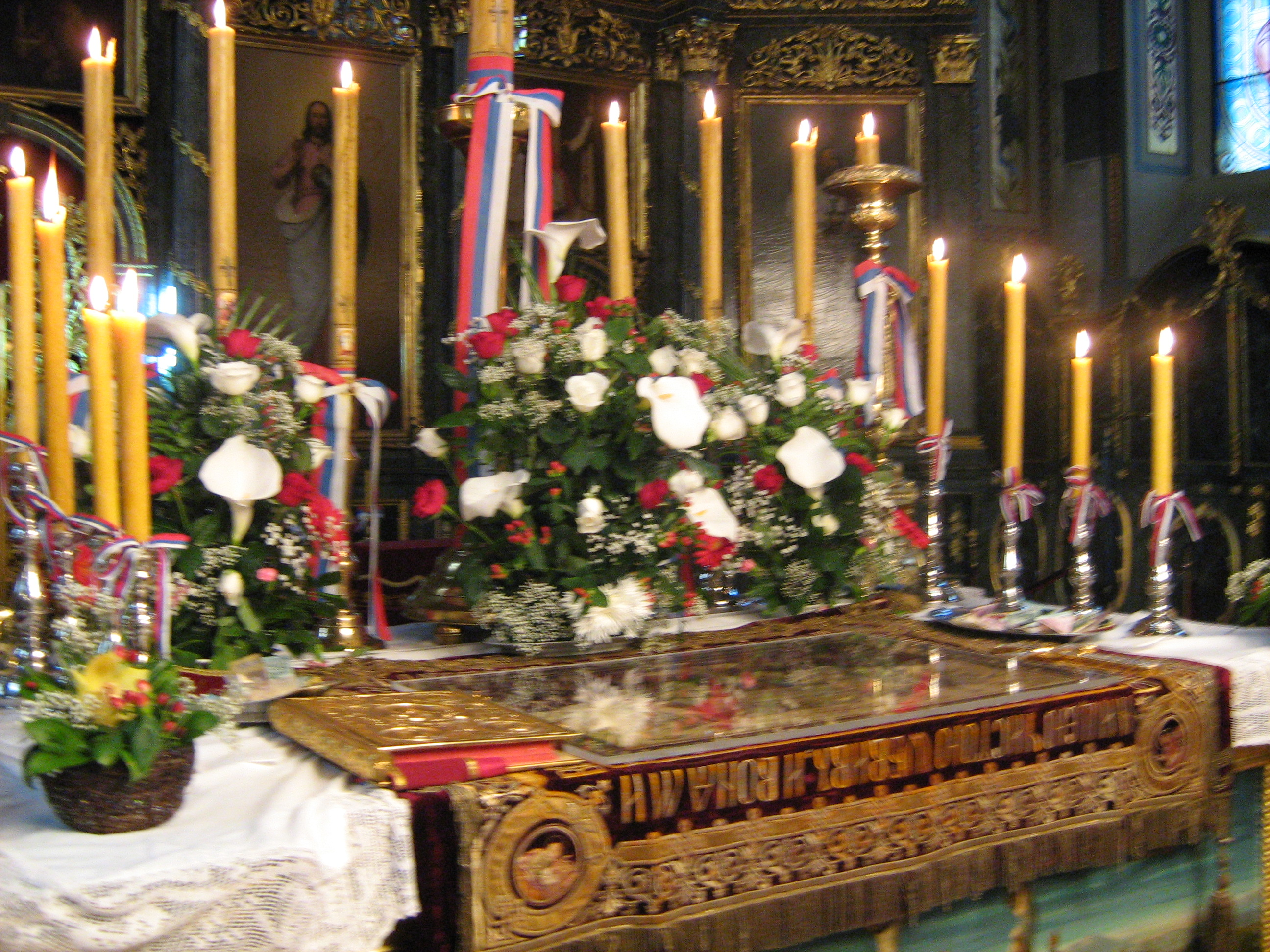
Соборна церква
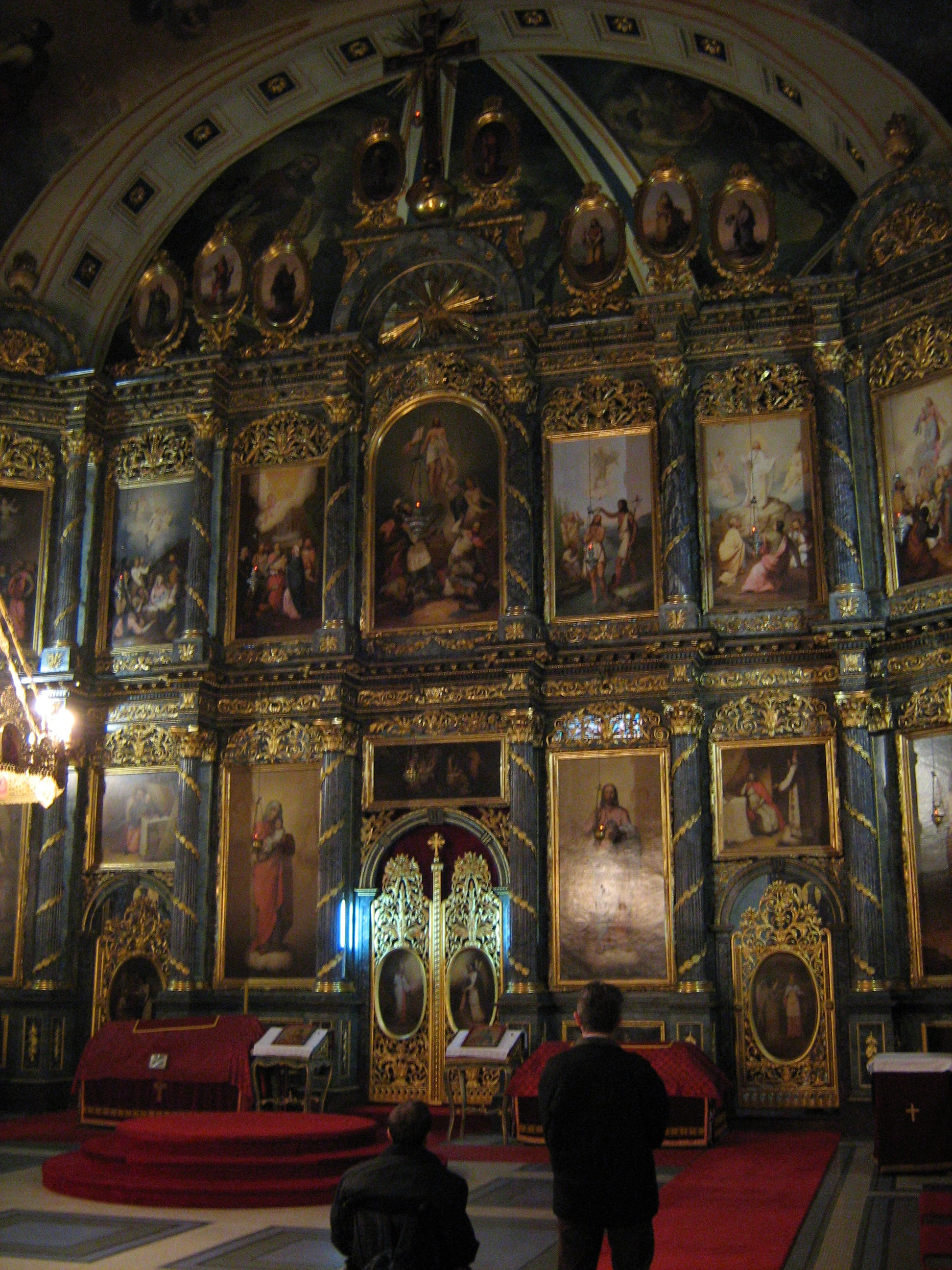
Іконостас
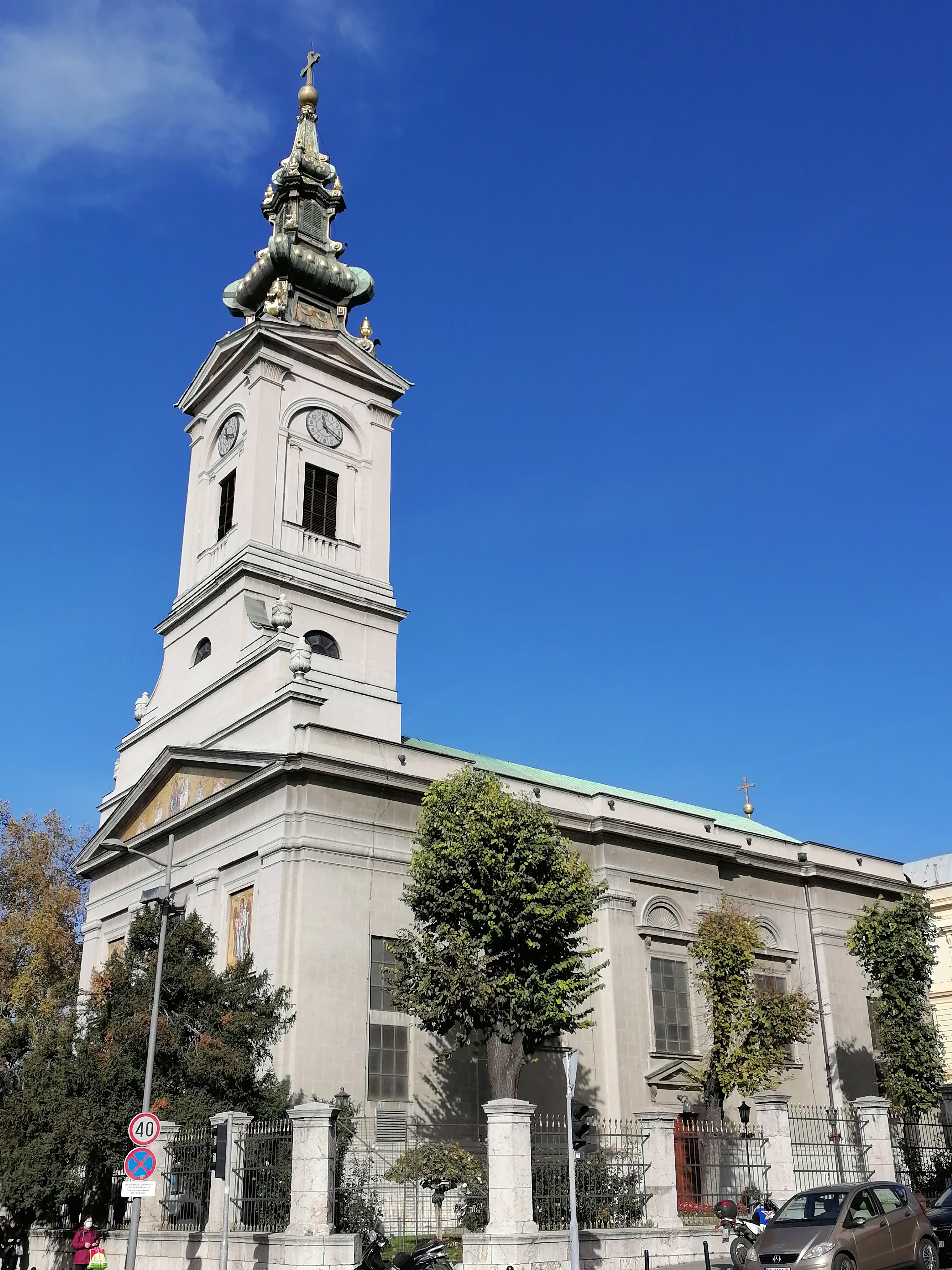
Соборна церква
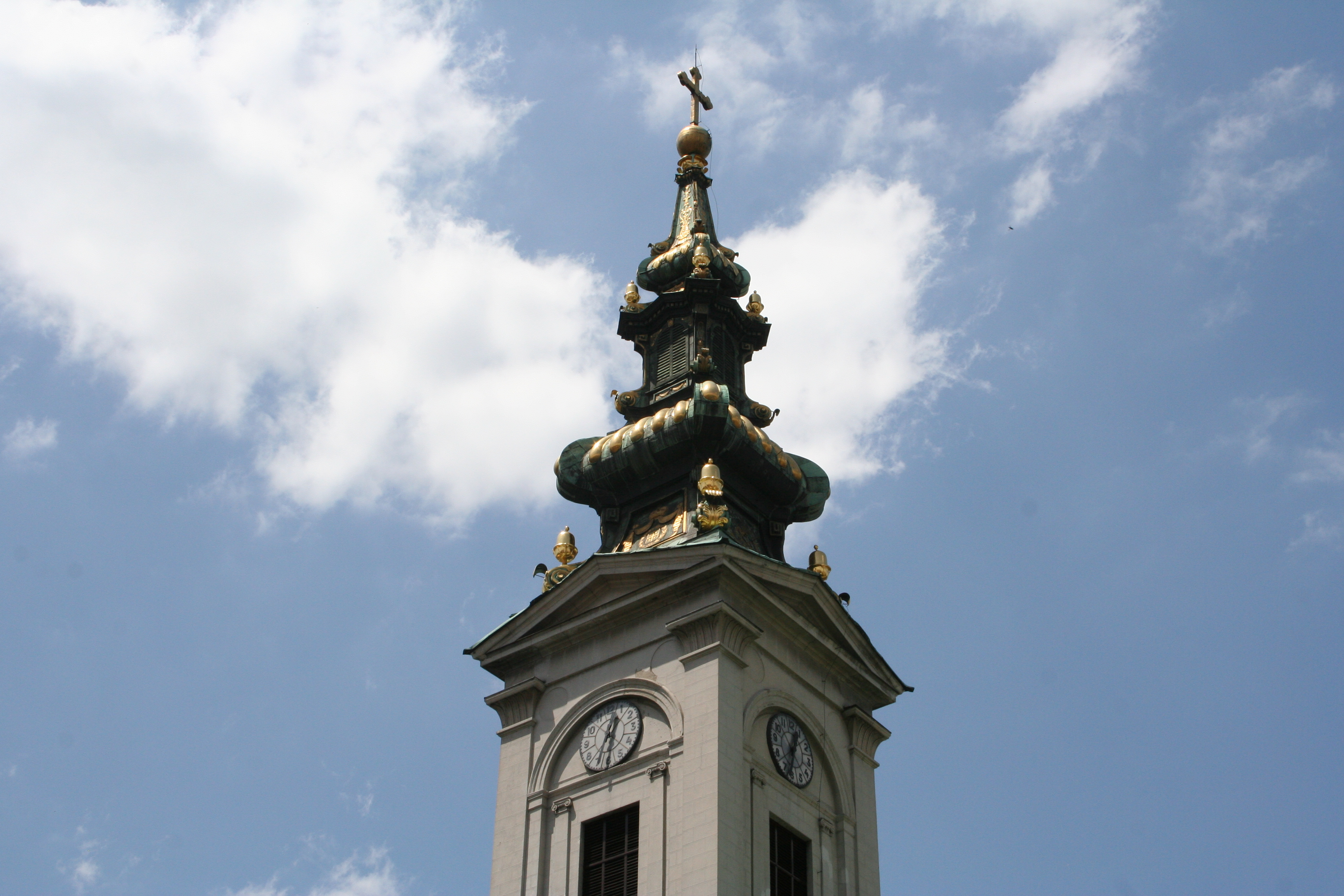
Дзвіниця
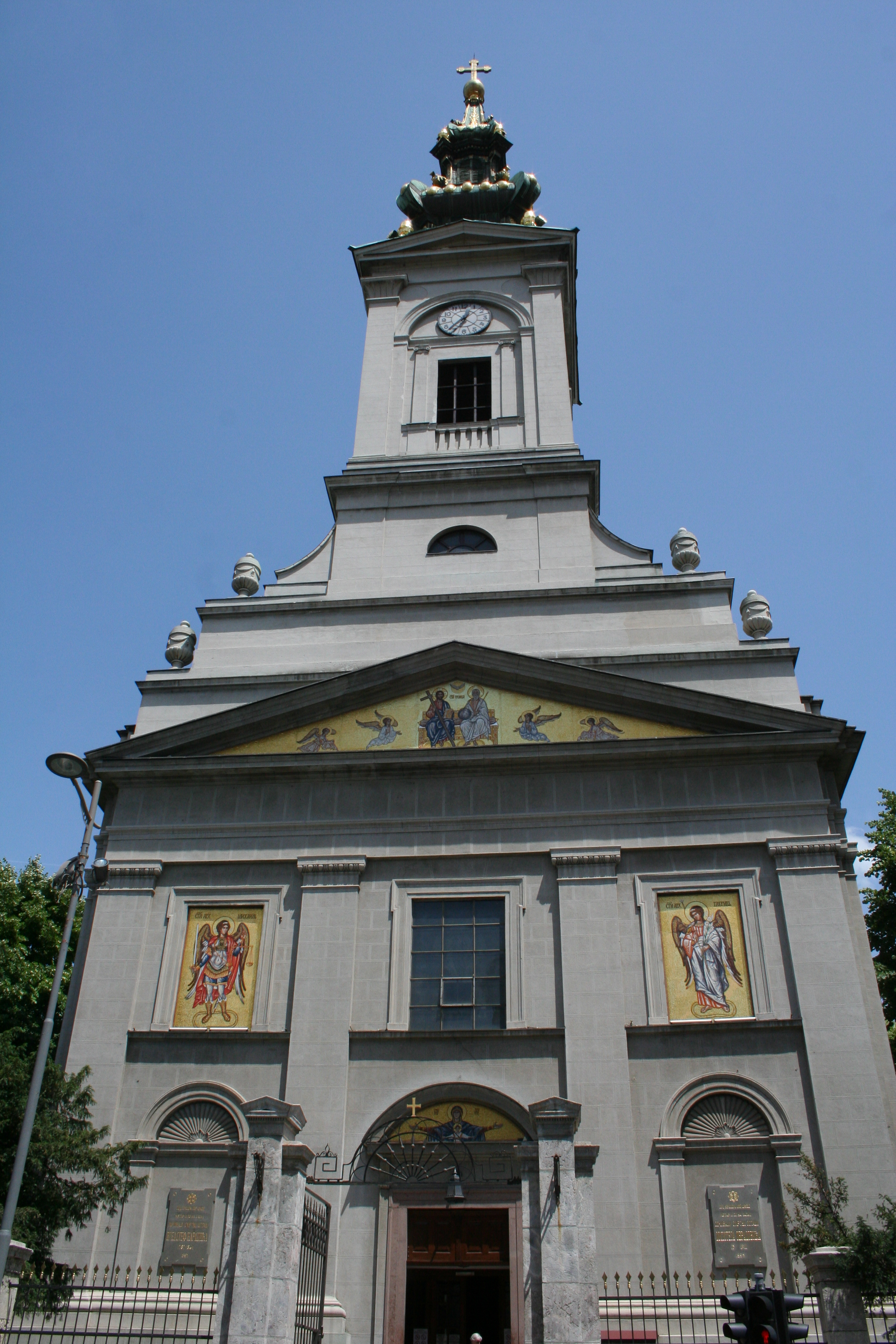
Соборна церква
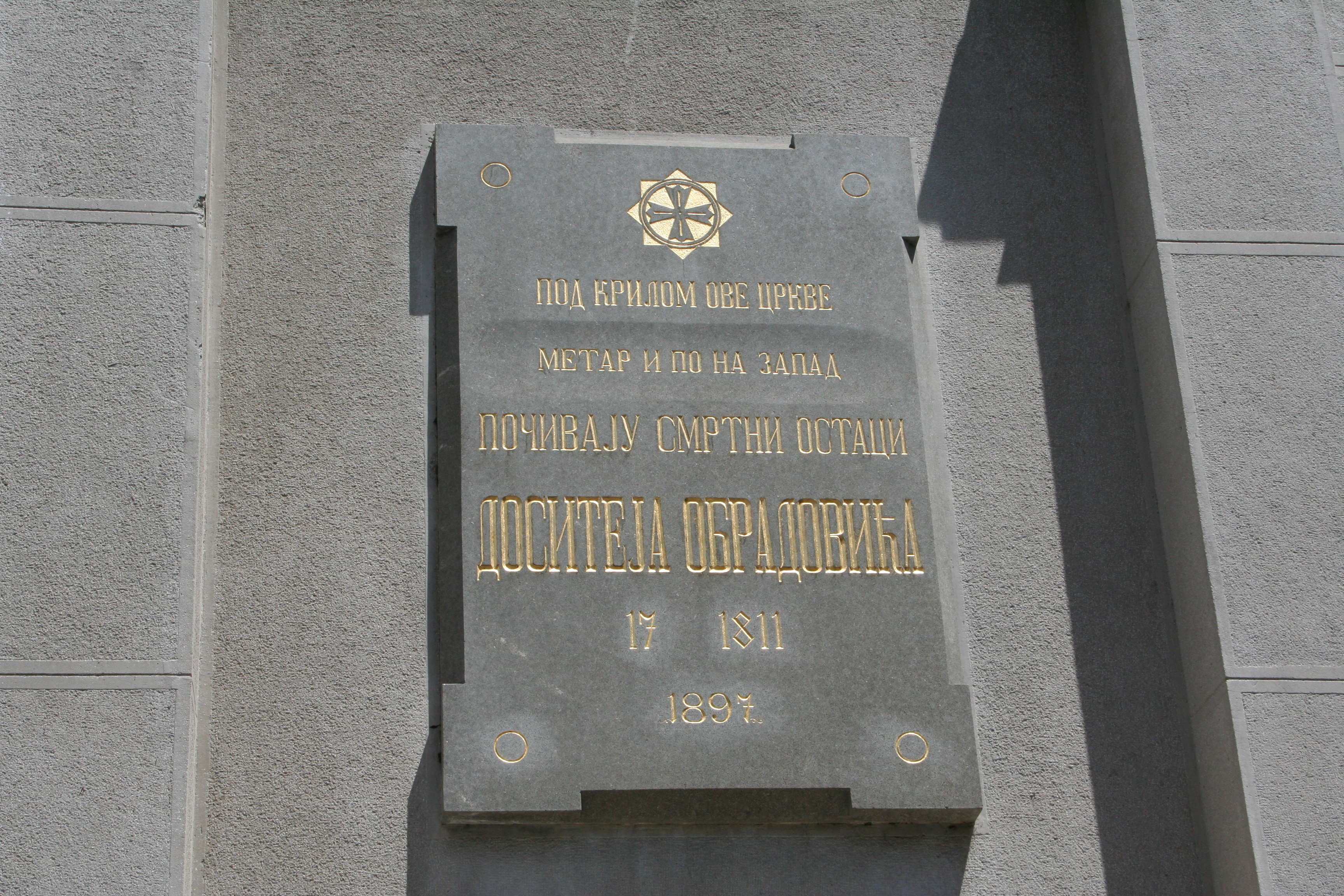
Меморіальна дошка
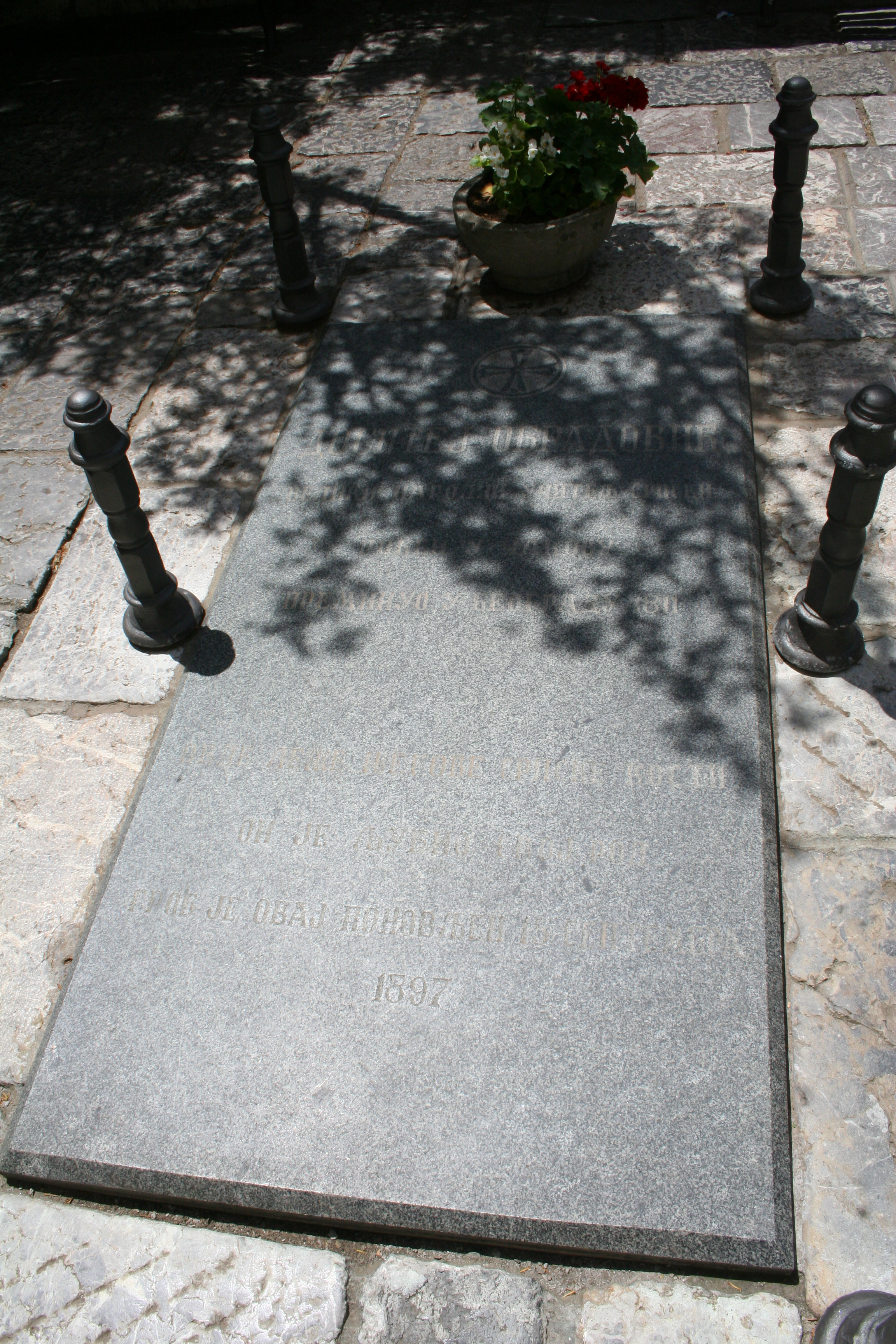
Могила Доситея Обрадовича
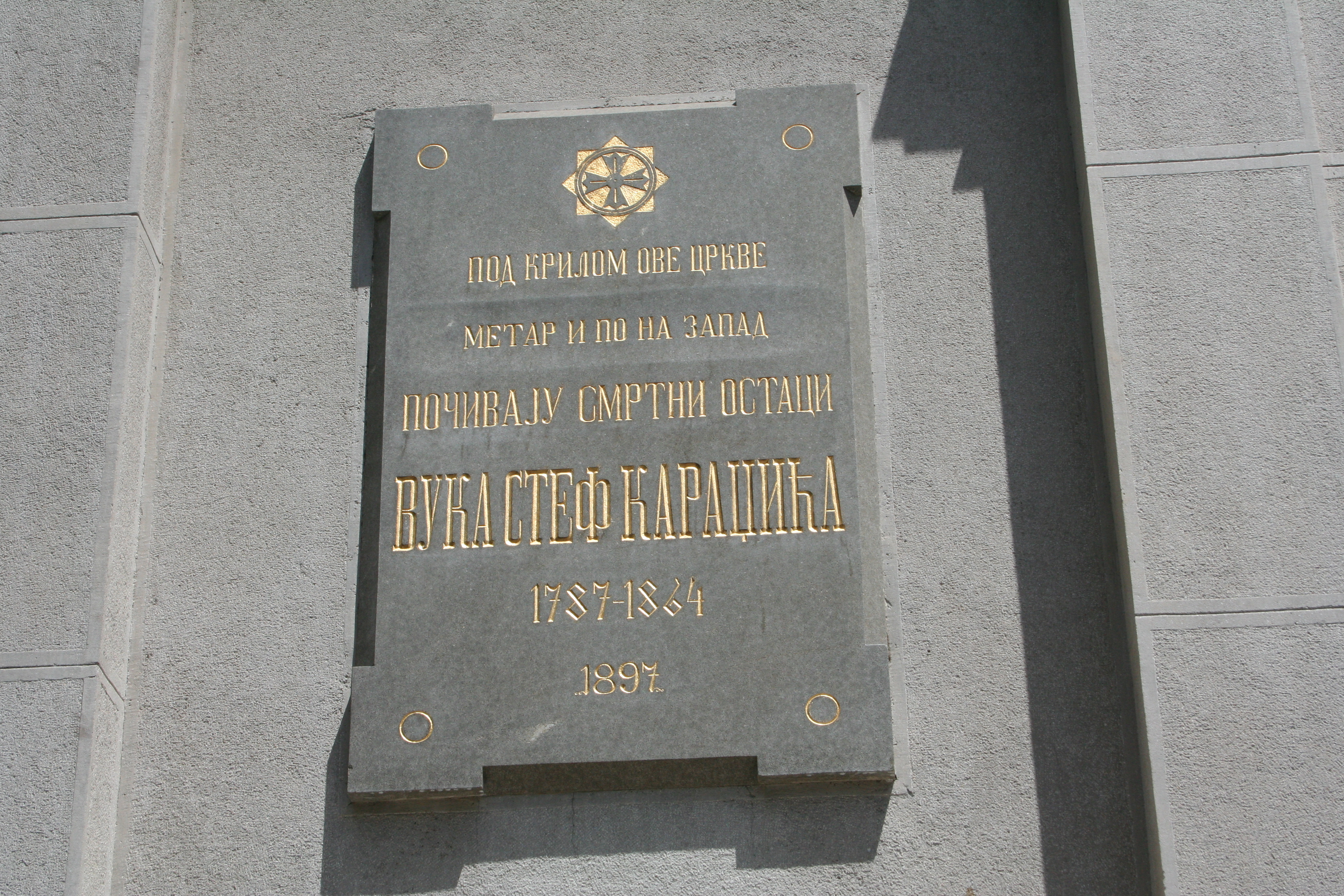
Меморіальна дошка
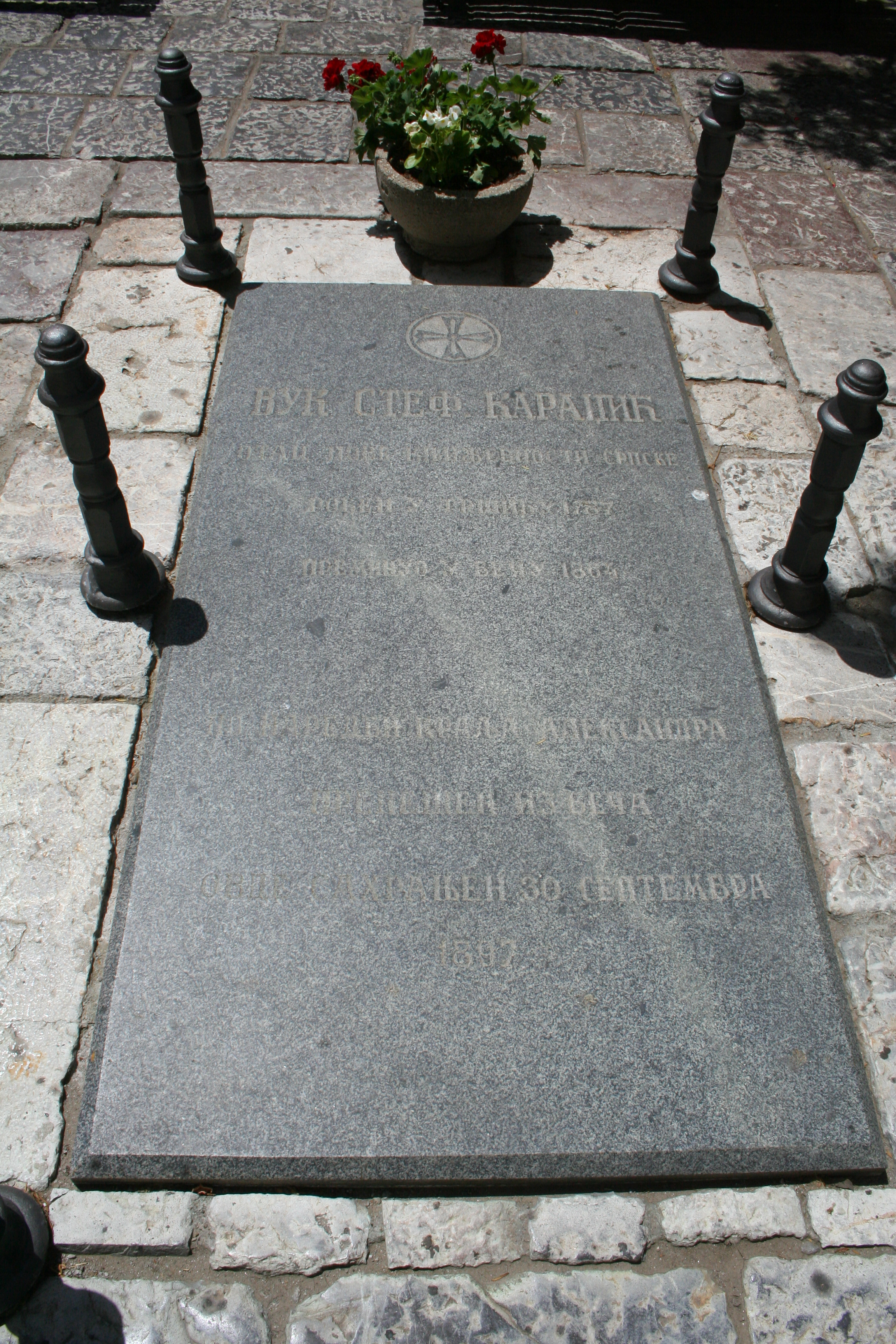
Могила Вука Карацича
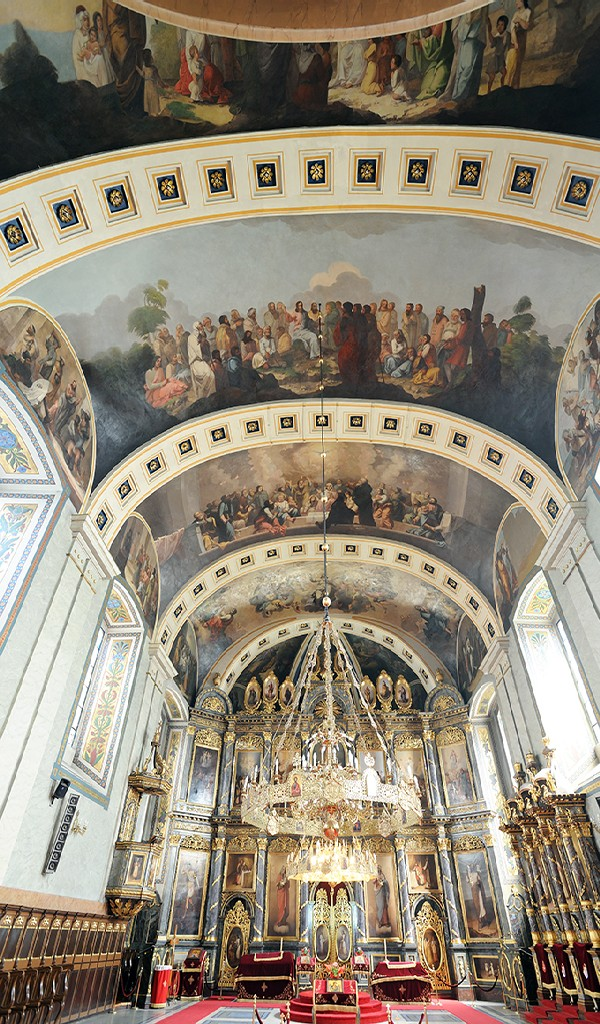
Іконостас і склепіння